# 諏訪頼嗣
諏訪 頼嗣 / 諏訪 頼継（すわ よりつぐ）は、南北朝時代の信濃の武将。諏訪大社上社大祝。諏訪時継の子。初名は頼継、のちに頼嗣に改名した。

## 生涯
建武2年（1335年）、中先代の乱で祖父・頼重や父・時継が反乱を起こしたため、当時7歳であった頼継は、諏訪大社の神領かつ「御射山御狩神事（みさやまみかりのしんじ）」が行われる場所であった神野（こうや、現：諏訪郡原山）に身を潜め続けなければならなかった。そのため、足利尊氏を恨んでいたという。また、逃亡生活を送る中で、幾つもの神験があったとされる。
『守矢文書』には、興国元年/暦応3年（1340年）6月24日、当時数え12歳であった大祝頼継は北条時行と共に伊那郡の大徳王寺城において挙兵し、北朝方で信濃国守護の小笠原貞宗と戦闘を繰り広げたと記されている。頼継は祖父・頼重や父・時継の北条氏に対する忠節が忘れ難かったために挙兵したという。
同月26日、挙兵した貞宗は数日で城を包囲し、同月7月1日から攻城を開始した。頼継や時行は何度かの防衛戦には勝利したものの、なすすべもなく兵を失っていったため、4か月後の10月23日夜に大徳王寺城は落城し、頼継は諏訪に戻ったとされている
正平6年/観応2年（1351年）12月15日、「信濃守頼嗣」の名で諏訪大社の神長官・守矢氏に祈願を依頼している。

## その他
- 頼継は、同じ南北朝時代の武将であり、諏訪大社大祝・信濃守・信濃国守護であった「諏訪直頼」と同一人物であったのではないかとする説がある。

正平6年/観応元年（1351年）12月15日には諏訪社神長官の守矢氏への祈願を依頼する「信濃守頼嗣」が、翌正平7年/文和元年（1352年）1月の小笠原政長の書状の文中に「信濃守直頼」が、それぞれ史料（古文書）上で確認できる。これらが「信濃権守」を称したとされる頼継と同じ「信濃守」の官途を持っていることから、頼継・頼嗣・直頼はいずれも同一人物ではないかとする見解がある。諏訪系図の一部でも「信濃権守頼継」の項に「改頼嗣又頼寛又直頼」とあり、観応元年12月まで「頼嗣」を名乗っていた人物は、翌年1月までの僅かな期間内に「直頼」と改名した可能性がある。その活動や改名時期からして、「直」の字は足利直義の偏諱を受けたものと考えられている。
- 「諏訪出雲守系図」によると、応仁年間に細川政元に与して山名宗全と戦闘を繰り広げたとされる（応仁の乱）[2]。ただし、頼継の活動時期と応仁の乱は100年程の差があるため、真偽は不明である。